# Ferrari F50
El Ferrari F50 és un automòbil esportiu produït pel fabricant italià Ferrari. Va ser presentat el 1995 per celebrar el 50è aniversari de la companyia. Es van fabricar 349 unitats d'aquest model, l'últim dels quals figura en el museu de la marca, a Mòdena. Només el pogueren adquirir les persones que anteriorment haguessin posseït dos models més de la marca.

## Característiques

### Motor
- Situat al centre.
- Culata en aliatge lleuger, 2 x 2 arbres de lleves generals, 60 vàlvules.
- Desplaçament: 698.5 cm 3 4 [Nota 1].
- Relació de compressió: 11,3:1
- Potència màxima: 520 CV (383 kW) a 8500 rpm.
- Sortida específica: 110,7 CV / L [Nota 5]
- 12 cilindres
- Injecció electrònica de combustible Bosch Motronic 07/02
- Velocitat màxima: 8.600 rpm.
- Parell màxim: 471 Nm (48,0 kgm) a 6500 rpm.
- Parell específic: 100,2 Nm / N

### Transmissió
- Propulsió.
- Manual d'aliatge lleuger de transmissió de 6 velocitats, longitudinal.
- Control de la caixa del canvi manual sincronitzada.
- Doble disc d'embragatge.
- Lliscament limitat bloqueig del diferencial, calibrat a 45% [5].
- Les velocitats màximes en els informes provisionals en km / h: 101, 137, 176, 217, 266 [3].
- Velocitat màxima teòrica: 327 km / h [3].
- Relacions de transmissió:
  - Velocitat Primera: 2.933
  - Velocitat Segon: 2.157
  - Velocitat Tercer : 1.681
  - Velocitat Quarta : 1.360
  - Velocitat Cinquena: 1.107
  - Velocitat sisena: 0.903
  - Revers: 2.529

### Xassís
- Fibra de carboni
- El bloc motor del portador, fixa al xassís per la co-polimerització.
- Elements de carrosseria de fibra de carboni, dissenyat per l'estudi de disseny Pininfarina.
- Cx: 0,30 [4].
- Cremallera i pinyó de direcció, no assistida, 03/03 voltes de banda a banda de gom a gom.
- Cercle de gir: 12.60 m.

### Dimensions
- Longitud: 4.480 mm.
- Ample: 1.986 mm.
- Alçada: 1120 mm.
- Distància entre eixos: 2.580 mm.* Recepció i Canals darrere: 1620 i 1602 mm.
- El pes reportat pel fabricant: 1.350 kg.
- El pes en ordre de marxa controlada: 1.389 kg.
- Distribució del pes (davanter / darrere%): 42 / 58.
- El pes de rendiment en ordre de marxa: 2.671 kg / CV [nota 2].
- Dimensions llantes: 8.5 x 18 "davant, 13 x 18" posterior.
- Pneumàtics davanters: 245/35 ZR 18
- Pneumàtics del darrere: 355/30 ZR 18

### Suspensions
- Davantera: doble triangle i primavera / aliatge d'amortidor de llum vertical.
- Darrere: braços transversals dobles i primavera / amortidor d'empenta horitzontal i basculant d'aliatge lleugera, que s'adjunta a la caixa de canvis.
- Gestió de la placa electrònica completa.

### Frenada
- Hidràulica assistida sense ABS.
- Frens davanters: discs ventilats perforats de ferro colat de 355 mm. diàmetre; pinces d'alumini de 4 pistons.
- Frens darrere: discs ventilats perforats de ferro colat de 355 mm. diàmetre; pinces d'alumini de 4 pistons.

### Rendiment

#### Velocitat màxima
- Màxim velocitat: 325 km / h.
- La velocitat màxima mesura en la gira: 320 km / h.

#### Acceleracions
- 0 a 100 km / h: 3,9 segons.
- 0 a 160 km / h: 8,2 segons.

- 400 m sortida parada: 11,9 s [3].
- 1000 m. sortida parada: 21,1 s

#### Temps
- 100 a 140 km / h en cinquena: 3,9 s [3].
- 100 a 140 km / h en sisena, 5.4 s [3].

#### Consumidor
- Cicle combinat normalitzat: 21,2 l./100 km
- Executar a aquest ritme: 445 km

## Carreres
Seguint el tema dels esports de motor, Ferrari va desenvolupar el F50 GT, un prototip basat en el F50 que va ser construït per competir en les carreres de la classe GT1. El cotxe tenia un sostre fix, l'aleró posterior gran, nou aleró davanter i molts altres paràmetres. El motor V12 de 4.7 litres va ser sintonitzat per generar al voltant de 750 CV (559 kW). En les proves el 1996, el cotxe va demostrar ser més ràpid fins i tot que el 333SP, però això va passar desapercebut com Ferrari cancel·lar el projecte GT F50, en comptes de centrant-se en la Fórmula 1 Ferrari va vendre els tres xassís complets que van ser construïts - el cotxe de la prova 001, 002 i 003. Xassís 002 i 003 tenien cossos proveïts abans de la seva venda. Els altres tres tines van ser destruïdes pel que sembla. Una variant F50 a mida anomenada "el bòlid" va ser encarregada pel sultà de Brunei el 1998 i lliurat el mateix any. S'utilitza el motor de F1 derivats V12 i el mateix xassís, però va ser redissenyat per complet a causa de la construcció monocasc del cos de la F50.